# Laguna Sajama
La laguna Sajama es una pequeña laguna boliviana situada a los pies del volcán Sajama el punto más alto del país, en el departamento de Oruro. La laguna presenta unas dimensiones de 1 kilómetro de largo por 0,42 de ancho y una superficie de 0,4 km².